# 皆川成郷
皆川 成郷（みながわ なりさと）は、江戸時代前期の大名。常陸府中藩の第3代藩主。

## 生涯
第2代藩主・皆川隆庸の長男として山城国に生まれる。正保2年（1645年）2月5日、父が死去したために同年5月21日に家督を継ぎ、藩主となる。このとき、弟の秀隆に5,000石を分与し、自身は1万3,000石を領した。しかし同年6月4日に嗣子なくして死去した。享年22。ここに常陸府中藩皆川氏は断絶した。弟の秀隆、成之の系統は旗本として存続している。